# Мар'ям Юсуф Джамал
Мар'ям Юсуф Джамал  (при народженні Зенебеч Тола, 16 вересня 1984) — бахрейнська легкоатлетка, олімпійська чемпіонка.

## Виступи на Олімпіадах
| Олімпіада   | Дисципліна         | Місце |
| ----------- | ------------------ | ----- |
| Пекін 2008  | біг на 1500 метрів | 5     |
| Лондон 2012 | біг на 1500 метрів | 1     |